# إمارة أفراسياب
إِمَارَةُ أَفرَاسيَاب أو إِمَارَةُ البَصرَة هي إمارة تاريخيَّة قامت في الديار العراقيَّة بعد ثورات عدة انتهت بِاستقلال البصرة من حكم الدولة العثمانية المباشر وقيام «الحُكُومة الأفراسيابية» المستقلة ذاتياً التابعة للدولة العثمانية تبعية اسمية. استمرَّت قائمةً ردحًا من الزمن تقريباً من (1025 هـ/1616 م حتى 1079هـ/1668م). وفي هذه الفترة أصبحت البصرة عاصمة من عواصم التجارة العالميَّة ومقصدًا للعُلماء والأُدباء والشُعراء، وقد لعبت دورًا مهما في تاريخ العراق الحديث.

## بداية حكم أفراسياب
كان منصب أفراسياب دفتر دار الجند بالبصرة تحت حاكمها العثماني المباشر، ذكر فتح الله بن علون الكعبي أن مبدأ حكم أفراسياب في سنة 1005 الهجرية وظل حاكماً سبع سنين، وذكر ابن رحمة الحويزي الذي كان معاصراً لعلي باشا بن أفراسياب أن علي باشا خلَف أباه أفراسياب في الحكم سنة 1033 الهجرية فيدلّ ذلك على أن حكم أفراسياب السباعي السنوات كان سنة 1025 الهجرية، وتابع مؤرخون معاصرون ما ذكره فتح الله الكعبي أن مبدأ الحكم كان سنة 1005 الهجرية، غير أن المؤرخ لونكرك استدرك فقال إن أفراسياب كان متنفذاً في منتصف السنوات العشر الثانية من القرن السابع عشر، وقال المؤرخ العراقي أحمد الغرابي "وكان حسن باشا أفراسياب ومحمد باشا المزبوران والِيَين على البصرة والأحساء وقد اتصلت لهم من آبائهم وسبب دوامها عليهم مع أن الشأن في الدولة العثمانية عدم تمكين أحد مدة عمره في حكومته إلا أن الفترات التي كانت في زمن السلطان أحمد وأخيه وولده، أي ما بين 1002 - 1030 هـ تغلّب الجندُ في البصرة والأحساء فطردَ أهل البصرة حاكمَهم المولّى عليهم من طرف السلطنة ونصّبوا أفراسياب حاكماً عليهم والذي كان قبلها دفتر دار الجند".

## شجرة النسب
- حسن جلبي
- أحمد بك بن حسن جلبي
- أفراسياب بن أحمد بك
- فتحي وعلي وأحمد أبناء أفراسياب
- حسين باشا بن علي بن أفراسياب
- علي وأفراسياب ومختار والحجية أولاد حسين باشا.[1]

### أمراؤها
- - 1033 هـ: أفراسياب باشا بن أحمد بك ابن حسين جلبي بن فرحشاد بن أفراسياب بن سنادست التركي السلجوقي
- 1033 هـ إلى 1053 هـ: أمير البصرة، علي باشا بن أفراسياب باشا بن أحمد بك ابن حسين جلبي بن فرحشاد بن أفراسياب بن سنادست التركي السلجوقي.
- عيسى بن محمد الحويشي، منسوب إلى قرية الحويش بالبصرة، استقل بأمور الطرف الصالح مِن مملكة الجزائر.
- ناصر الدين الزبيدي.

### شيوخ النواحي
- 1625 م - 1630 م عبد الله بن مانع: أمير كويبدة، تابع لإمارة البصرة، ذكر الرحالة البرتغالي ديللا فاليه أن عبد الله كان أميراً لكويبدة التي تبعد عن البصرة 6 فراسخ، وكان يجمع الأموال وإتاوات الطرق باسم الإمارة الأفرسيابية".[5]

### مسؤولون
- الخواجة عبد الواحد: أمير القرنة.[6]